# Комендант береговой охраны США
Комендант береговой охраны США — высший по званию офицер Береговой охраны США. Раньше он был единственным офицером в звании адмирала в составе Береговой охраны.

## Положение
Назначается на четырёхлетний срок президентом США после одобрения кандидатуры Сенатом. Помощь коменданту оказывают вице-комендант (также в звании адмирала), два командующих зонами (тихоокеанская и атлантическая зоны береговой охраны) и два заместителя коменданта (заместитель по операциям и заместитель по поддержке миссий). Все вышеперечисленные помощники носят звания вице-адмиралов.
В отличие от глав других частей вооружённых сил США, комендант Береговой охраны не является членом Объединённого комитета начальников штабов, тем не менее, он получает такой же оклад, как и члены комитета согласно статье 37 кодекса U.S.C § 414(a)()5 (В 2009 году — 4 тыс. долларов в год)….Согласно правилу сената XXIII(1) комендант пользуется привилегией …и де-факто является членом Объединённого комитета начальников штабов во время обращений президента. Комендант Береговой охраны — единственный глава рода войск который осуществляет командование своей службой (Береговой охраной) в отличие от членов Объединённого комитета начальников штабов. С 1790 по 1966 комендант докладывал президенту через министра финансов, с 1966 по 2003 годы через министра транспорта а после создания министерства внутренней безопасности в 2003 году через министра внутренней безопасности.

## История
Пост коменданта введён в 1923 году согласно закону, утвердившему классы различия командного и инженерного состава офицеров Береговой охраны. До 1923 года глава Береговой охраны носил звание «капитан-комендант», это звание было унаследовано от ранее существовавшей службы таможенных судов (также известной как морская таможня). Цепочку комендантов начинает глава морского таможенного бюро капитан Леонард Дж. Шепард, хотя он никогда не носил звания капитана-коменданта. Пост капитана-коменданта был создан в 1908 году, первым его занял капитан Уорд Дж. Росс. Его предшественник капитан Чарльз Шумейкер также был произведён в капитаны-коменданты, несмотря на то, что уже находился в отставке.
Централизованное командование морским таможенным бюро осуществляли:
- Капитан Александр В. Фрезер (1843—1848)
- Капитан Ричард Эванс (1848—1849)

В 1849 морское таможенное бюро было расформировано, морская таможня была передана и находилась под контролем таможенного комиссара, пока в 1869 морское таможенное бюро не было создано заново.
- N. Broughton Devereux, 1869—1871
- Sumner I. Kimball, 1871—1878
- Ezra Clark, 1878—1885
- Peter Bonnett, 1885—1889

## Список комендантов
После того как управление главы морского таможенного бюро было преобразовано в военное учреждение, на посту коменданта служило 27 офицеров. В это число входит нынешний комендант, адмирал Линда Л. Фэган, которая является первой женщиной на этом посту.
| #  | Изображение                                         | Имя                   | Звание        | Начало          | Конец          | Примечания |
| -- | --------------------------------------------------- | --------------------- | ------------- | --------------- | -------------- | --- |
| 1  | black & white portrait of Leonard Shepard           | Samuel Nicholas       | Капитан       | 14 декабря 1889 | 14 марта 1895  | Шепард стал первым военным главой «морского таможенного дивизиона» министерства финансов и считается первым комендантом.. |
| 2  | black & white portrait of Charles Shoemaker         | Charles Shoemaker     | Капитан       | 19 марта 1895   | 27 марта 1905  | 8 мая 1908 Шумейкер был повышен в звании до капитана-коменданта по списку отставников акта конгресса. |
| 3  | black & white portrait of Worth Ross                | Worth Ross            | Капитан       | 25 апреля 1905  | 30 апреля 1911 | Сыграл важную роль в создании учебного заведения ставшего академией береговой охраны в Нью-Лондоне, штат Коннектикут |
| 4  | black & white portrait of Ellsworth P. Bertholf     | Ellsworth P. Bertholf | Commodore     | 19 июня 1911    | 30 июня 1919   | Находился на посту во время слияния морской таможенной службы со службой спасения, благодаря чему образовалась береговая охрана. Стал первым офицером береговой охраны, получившим флаг-звание |
| 5  |                                                     | William Reynolds      | Контр-адмирал | 2 октября 1919  | 11 января 1924 | Первый комендант в звании контр-адмирала |
| 6  | black & white photograph of John Harris             | Frederick C Billard   | Контр-адмирал | 11 января 1924  | 17 мая 1932    | Назначался на три срока подряд. Умер на посту 17 мая 1932. Служил в ходе эры сухого закона и реорганизации академии. |
| 7  | black & white photograph of Jacob Zeilin            | Harry G. Hamlet       | Контр-адмирал | 14 июня 1932    | 1 января 1936  | Гамлет отговорил сенат от слияния береговой охраны с ВМС США. Оставив пост коменданта, продолжал службу, ушёл в отставку в звании вице-адмирала, полученным по акту конгресса. |
| 8  | black & white photograph of Charles G. McCawley     | Russell R. Waesche    | Адмирал       | 1 января 1936   | 1 января 1946  | Находился на посту дольше, чем остальные коменданты. Первый комендант, повышенный в звании до вице-адмирала и адмирала. Служил в ходе 2-й мировой войны. Способствовал сохранению береговой охраны как отдельной службы, в то время как она была подчинена ВМС США. Стал свидетелем величайшего роста мощи береговой охраны в истории. Сыграл важную роль в создании вспомогательных сил и резерва береговой охраны. |
| 9  | black & white portrait of Charles Heywood           | John F Farley         | Адмирал       | 1 января 1946   | 1 января 1950  | Время службы Фарли пришлось на сложный послевоенный период, когда береговой охране законом были приданы дополнительные сферы ответственности, а пособия для персонала были сокращены. |
| 10 | black & white portrait of George F. Elliott         | George F. Elliott     | Вице-адмирал  | 1 января 1950   | 1 июня 1954    | О’Нейл усилил безопасность портов согласно акту Магнусона и возродил программу резерва береговой охраны, придав ему задачу обороны страны в ходе военного времени. |
| 11 | black & white photograph of William P. Biddle       | Alfred C Richmond     | Адмирал       | 1 июня 1954     | 1 июня 1962    | Прослужил два полных срока на посту коменданта и во время службы комендантом посетил множество морских конференций в качестве делегата от США.. |
| 12 | black & white portrait of George Barnett            | George Barnett        | Адмирал       | 1 июня 1962     | 1 июня 1966    | Наблюдал за заменой множества катеров времён второй мировой войны в ходе программ модернизации флота. Помогал действиям флота во Вьетнаме, предоставляя экипажи и корабли во время операции «Маркет тайм». |
| 13 | black & white portrait of John A. Lejeune           | Willard Smith         | Адмирал       | 1 июня 1966     | 1 июня 1970    | Занимал пост коменданта, когда береговая охрана была передана от министерства финансов новообразованному министерству транспорта. |
| 14 | black & white portrait of Wendall C. Neville        | Chester R Bender      | Адмирал       | 1 июня 1970     | 1 июня 1974    | Во время его пребывания на посту береговая охрана приняла новые обязанности в области морской безопасности, защиты окружающей среды и охраны правопорядка. При Бендере была изменена парадная форма береговой охраны, поэтому её служащих иногда называют «Bender’s Blues». |
| 15 | black & white photograph of Ben H. Fuller           | Owen W Siler          | Адмирал       | 1 июня 1974     | 1 июня 1978    | Во время его пребывания на посту были введены некоторые изменения в несении службы, усиление профилактики употребления наркотиков. Приоритетом бюджета стала замена стареющих катеров. В академию береговой охраны поступили первые женщины. |
| 16 | black & white photograph of John H. Russell, Jr.    | John B Hayes          | Адмирал       | 1 июня 1978     | 28 мая 1982    | Хейзу пришлось столкнуться с серьёзными бюджетными проблемами и сопротивляться инициативе конгресса влить береговую охрану в состав флота. Запрет на наркотики усилился. Во время его срока случились несколько громких случаев поиска и спасения людей, что помогло повысить престиж береговой охраны в глазах общества.                                                                                            |
| 17 | black & white photograph of Thomas Holcomb          | James S Gracey        | Адмирал       | 28 мая 1982     | 30 мая 1986    | Грейси также столкнулся с урезанным бюджетом, но ему удалось выполнять программу по замене стареющих катеров. Была выполнена задача по усилению роли береговой охраны в обороне прибрежных вод. |
| 18 | black & white photograph of Alexander A. Vandegrift | Paul A Yost           | Адмирал       | 30 мая 1986     | 31 мая 1990    | Йост успешно поддерживал береговую охрану, ежегодно вступая в тяжёлые сражения за бюджет. Он выделил три «основные области задач»: поддержание морского правопорядка, безопасности на море и готовности к обороне. Акцент на военном потенциале службы был усилен. |
| 19 | black & white photograph of Clifton B. Cates        | J William Kime        | Адмирал       | 31 мая 1990     | 1 июня 1994    | Возглавлял береговую охрану во время окончания холодной войны, коллапса коммунизма, операций «Щит пустыни» и «Буря в пустыне», усилил действия по борьбе с наркотиками и правовой охране окружающей среды. |
| 20 | black & white photograph of Lemuel C. Shepherd, Jr. | Robert E Kramek       | Адмирал       | 1 июня 1994     | 30 мая 1998    | |
| 21 | black & white photograph of Randolph M. Pate        | James Loy             | Адмирал       | 30 мая 1998     | 30 мая 2002    | |
| 22 | black & white photograph of David M. Shoup          | Thomas H. Collins     | Адмирал       | 30 мая 2002     | 25 мая 2006    | |
| 23 | black & white photograph of Wallace M. Greene, Jr.  | Тад У. Аллен          | Адмирал       | 25 мая 2006     | 25 мая 2010    | |
| 24 | black & white photograph of Leonard F. Chapman, Jr. | Роберт Дж. Папп       | Адмирал       | 25 мая 2010     | 30 мая 2014    | |
| 25 | Official portrait from Zukunft, 2014                | Пол Ф. Цукунфт        | Адмирал       | 30 мая 2014     | 1 июня 2018    | |
| 26 |                                                     | Карл Л. Шульц         | Адмирал       | 1 июня 2018     | 1 июня 2022    | |
| 27 |                                                     | Линда Л. Фэган        | Адмирал       | 1 июня 2022     | по наст. вр.   | Первая женщина на этом посту |

## Комментарии
1. ↑  Бертхольф был вновь назначен на пост капитана-коменданта 19 июня 1915 после слияния морской таможенной службы с созданной береговой охраной
2. ↑  Назначен на пост в звании контр-адмирала. Повышен в звании до адмирала 4 апреля 1945. Первый офицер береговой охраны, повышенный в звании до вице-адмирала и адмирала
3. ↑  Ушёл в отставку из береговой охраны 1 июня 1954 в звании адмирала
4. ↑  Был назначен на пост, когда находился в звании вице-адмирала. 1 июня 1960 получил звание адмирала согласно Public Law 86-474, по которому все последующие коменданты получали повышение до адмирала.